# Comandancia de Apayaos
La Comandancia Político-Militar de Apayaos fue una división administrativa histórica del  Reino de Filipinas situada en la isla de Luzón, cuyo territorio se encuentra en la actualidad en las  provincias  de Cagayán, Región Administrativa de Valle del Cagayán (Región II) y de Apayao en la Región Administrativa de La Cordillera, también denominada (Región CAR).

## Geografía
Hállase esta comandancia político-militar al este de las vertientes de la gran cordillera central del Norte, confinando al norte con Clavería, Pamplona y Abúlug; al este con Lal-ló y Gattarán hasta la confluencia del río Chico con el de Cagayán; al sur con la orilla izquierda del mencionadi río Chico; y al oeste con las vertientes de la gran cordillera del Norte.

## Historia
Al comienzo de la colonización española, todo el noroeste de Luzón, constituía una sola provincia con el nombre de Cagayán. 
En 1839 la mitad meridional del valle se formó como distrito político-militar con el nombre de Nueva Vizcaya. 
En 1856, con parte de Cagayán y de Nueva Vizcaya se forma la provincia de  Isabela. 
Cagayán perdió aún más territorio con la formación del partido de Itaves en 1889 y de la comandancia de Apayaos en 1890.

## La Comandancia
En el siglo XIX, la población de las comandancias-político militares se componía de infieles repartidos en rancherías o de cristianos recién convertidos organizados en pueblos. En lo político eran regidas por un jefe u oficial del Ejército Español; con atribuciones tanto judiciales como económicas; en lo espiritual están la mayor parte administradas por misioneros y algunas por párrocos.
Su gobierno estaba a cargo de un oficial del ejército que ejerce las funciones judiciales con un secretario asesor letrado, y las económicas como subdelegado de hacienda.

## Demografía
La población constaba, a finales del siglo XIX, de unas 16.000 almas, que moran en más de cuarenta rancherías.
Los principales núcleos de población son Fotol y Capinatan (Capannikian-Pudtol).